# Guanshan (sockenhuvudort i Kina, Jiangxi Sheng, lat 27,10, long 115,45)
Guanshan är en sockenhuvudort i Kina. Den ligger i provinsen Jiangxi, i den sydöstra delen av landet, omkring 180 kilometer söder om provinshuvudstaden Nanchang. Antalet invånare är 8 564. Befolkningen består av 3 956 kvinnor och 4 608 män. Barn under 15 år utgör 19,0 %, vuxna 15-64 år 71 %, och äldre över 65 år 8,0 %.
Runt Guanshan är det ganska tätbefolkat, med 166 invånare per kvadratkilometer. Närmaste större samhälle är Yaotian, 17,6 km öster om Guanshan. I omgivningarna runt Guanshan växer i huvudsak blandskog.
Genomsnittlig årsnederbörd är 2 089 millimeter. Den regnigaste månaden är juni, med i genomsnitt 356 mm nederbörd, och den torraste är oktober, med 23 mm nederbörd.